# Hòa Minh, Vĩnh Long
Hòa Minh là một xã thuộc tỉnh Vĩnh Long, Việt Nam. Đây là một trong 4 xã không thực hiện sắp xếp sau sáp nhập xã của tỉnh Vĩnh Long năm 2025.

## Địa lý
Xã Hòa Minh nằm ở phía bắc cù lao Long Hòa, có vị trí địa lý:
- Phía đông giáp xã Đại Điền và Quới Điền, ranh giới là Sông Cổ Chiên.
- Phía tây và bắc giáp xã Hưng Mỹ, ranh giới là sông Cổ Chiên.
- Phía nam giáp xã Long Hòa.

Xã Hòa Minh có diện tích 35,75 km², dân số năm 2025 là 16.843 người, mật độ dân số đạt 471 người/km².
Cù lao Long Hòa nằm giữa sông Cổ Chiên, nhìn thấy chuyển biến mực nước biển dâng cao theo từng năm nhưng hơn 3.200 hộ với 13.500 nhân khẩu ở đây tự tin mưu sinh một cách nhẹ nhàng theo tự nhiên. Năm 2015, tỷ lệ hộ nghèo của xã là 91 hộ, chiếm chưa đầy 7% dân số.

## Hành chính
Xã Hòa Minh được chia thành 9 ấp: Bà Liêm, Cồn Chim, Đại Thôn A, Đại Thôn B, Giồng Giá, Long Hưng 1, Long Hưng 2, Ông Yển, Thông Lưu.

## Lịch sử
Ngày 27 tháng 3 năm 1985, Hội đồng Bộ trưởng ban hành Quyết định 86-HĐBT về việc chia xã Long Hoà thành hai xã là xã Long Hoà và xã Hoà Minh.
Xã Hoà Minh gồm 7 ấp: Long Hưng I, Long Hưng II, Thông Lưu, Ông Yến, Bà Liêm, Đại Thôn và Giồng Giá.